# Kuusalu (vlek)
Kuusalu (Duits: Kusal) is een plaats in de Estlandse gemeente Kuusalu, provincie Harjumaa. De plaats heeft de status van groter dorp of ‘vlek’ (Estisch: alevik). Kuusalu is de hoofdplaats van de gemeente.

## Bevolking
De plaats had 1196 inwoners op 31 december 2011 en 1176 inwoners op 31 december 2021.

## Ligging
De Europese weg 20 (Shannon-Sint-Petersburg via Tallinn en Narva) loopt door Kuusalu. Ten noorden van de vlek Kuusalu ligt een dorp met dezelfde naam. Het dorp Kuusalu telde eind 2021 254 inwoners.

## Geschiedenis
Er was al een kerk in Kuusalu in 1220. Het dorp ontstond later, op het grondgebied van de kerk. Op het eind van de 17e eeuw lagen er drie boerderijen. Een echte nederzetting ontstond pas in de jaren twintig van de 20e eeuw, nadat Estland onafhankelijk was geworden. In de jaren 1950-1970 groeide het dorp flink. In 1977 kreeg het de status van vlek (alevik). In dat jaar werden ook de vlek en het dorp Kuusalu samengevoegd. In 1997 werden de twee plaatsen weer gesplitst.
De kerk van Kuusalu, gewijd aan Laurentius van Rome, bediende een groot deel van de huidige gemeente Kuusalu. De kerk raakte zwaar beschadigd tijdens de Lijflandse Oorlog en de Grote Noordse Oorlog, maar werd steeds hersteld. In 1889 werd het van oorsprong middeleeuwse bouwwerk ingrijpend verbouwd. De kerk kreeg er onder andere een apsis aan de oostkant bij.

## Foto's

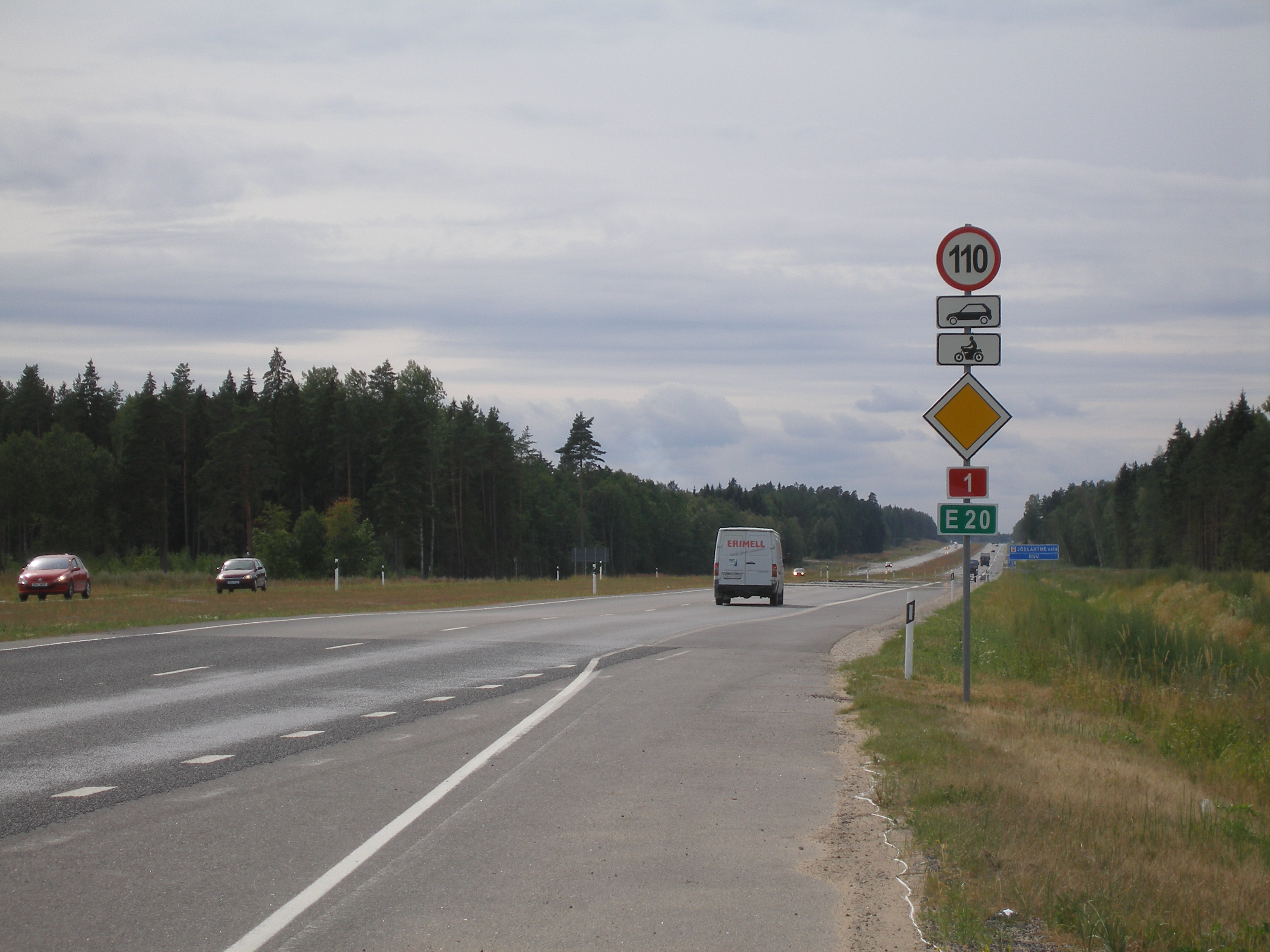
De E20 bij Kuusalu
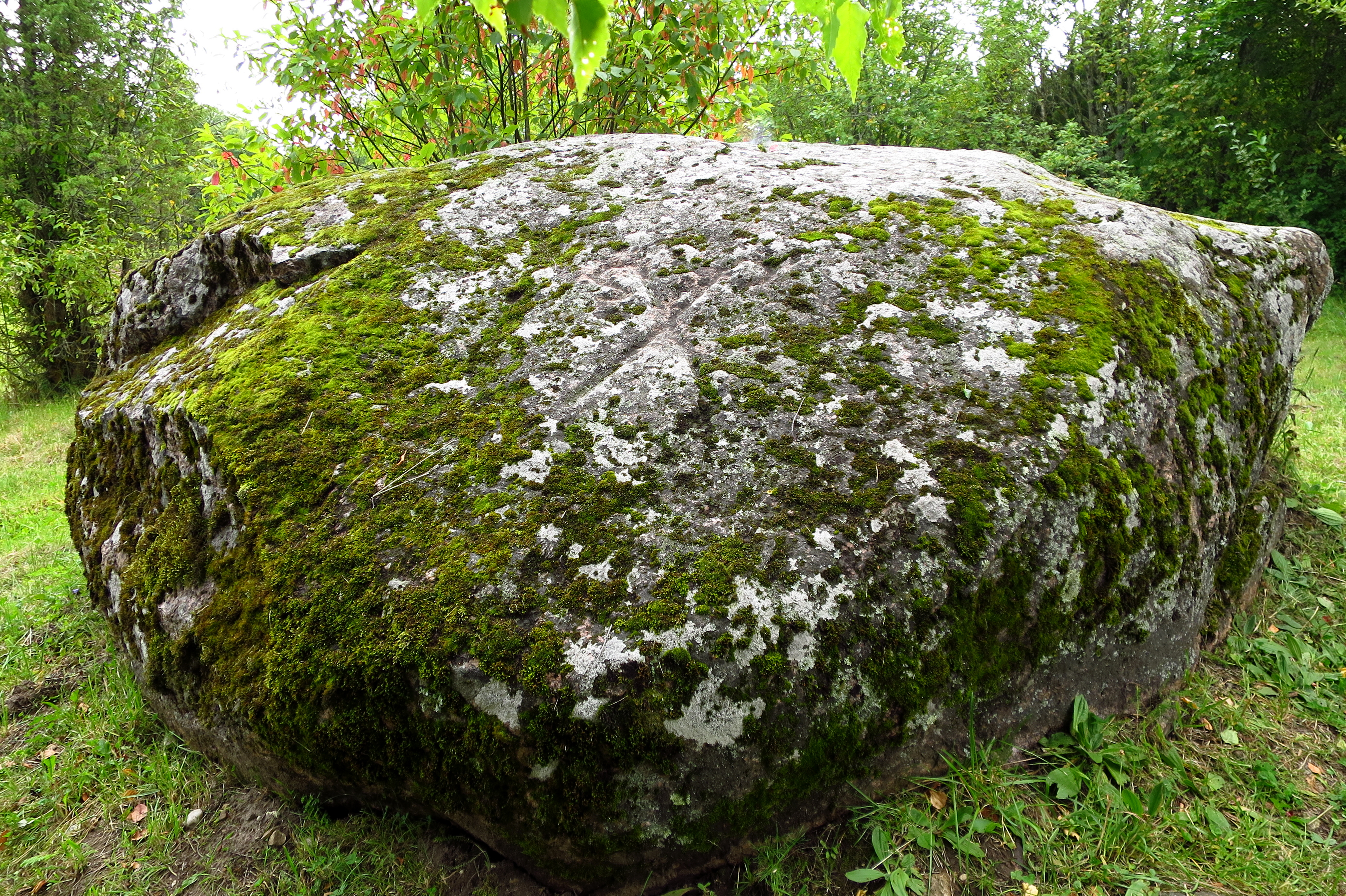
De Lauritsakivi, een zwerfsteen bij Kuusalu
Monument voor de tijdens de Tweede Wereldoorlog gesneuvelde Sovjetsoldaten
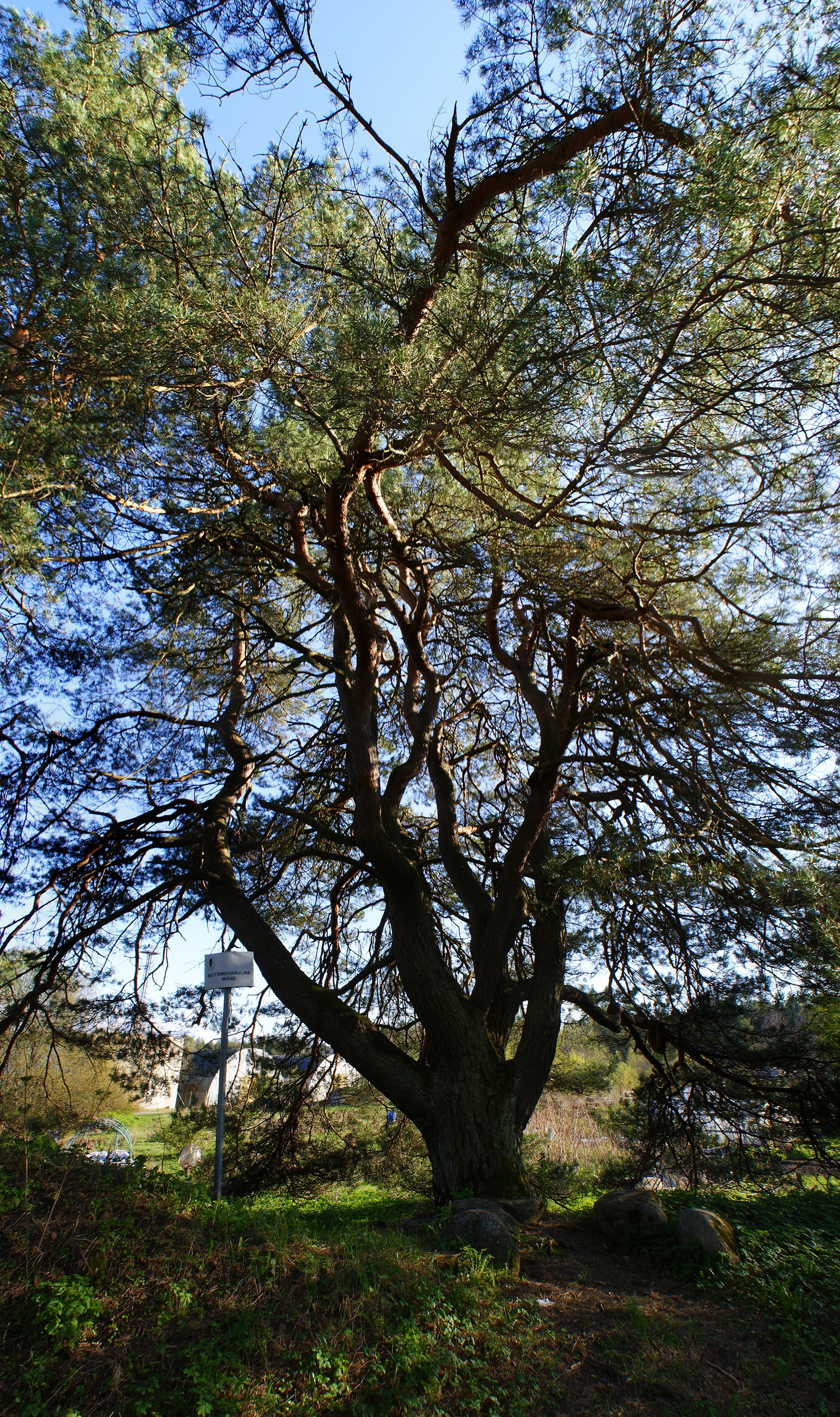
Dennenboom bij Kuusalu
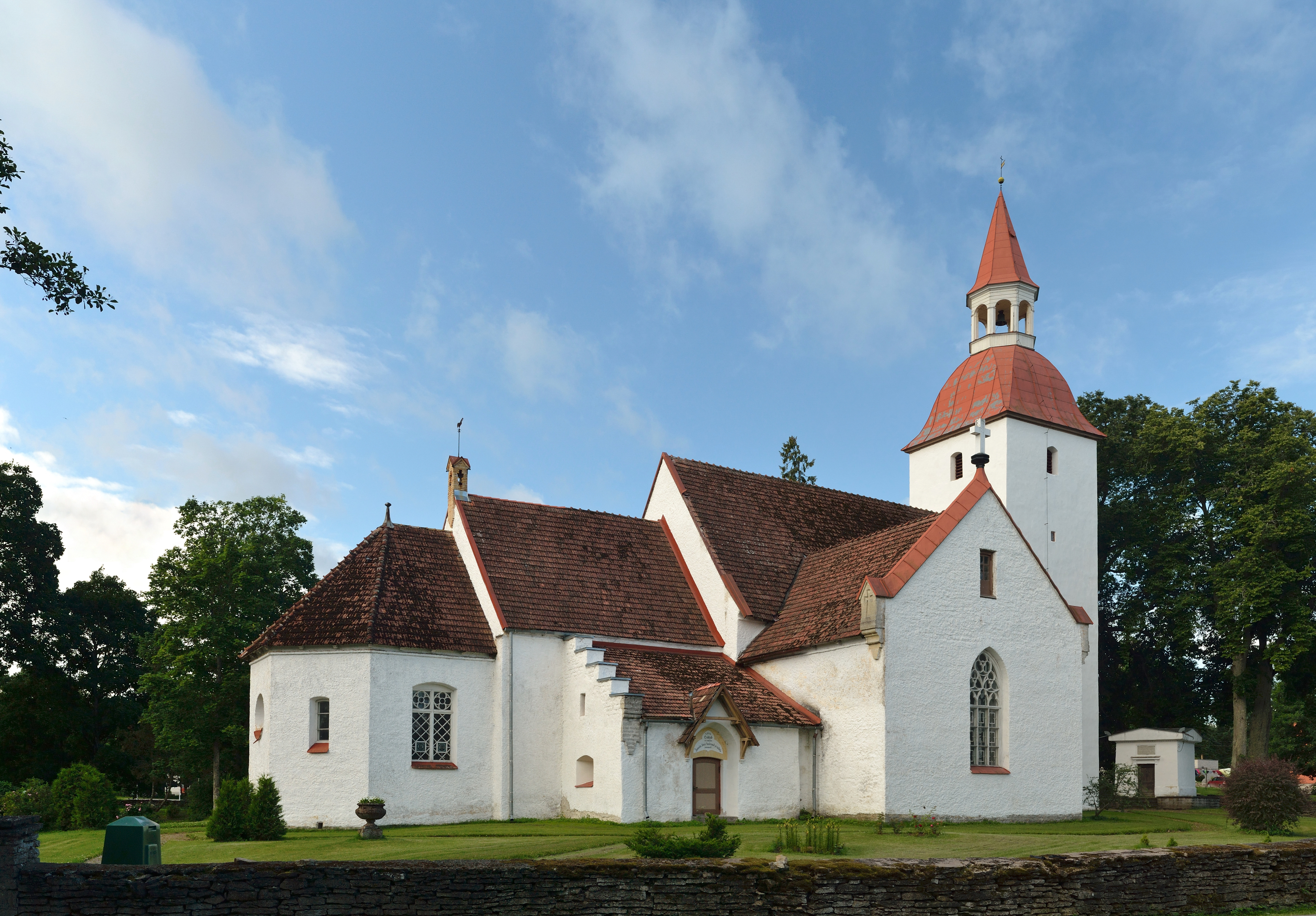
De kerk van Kuusalu
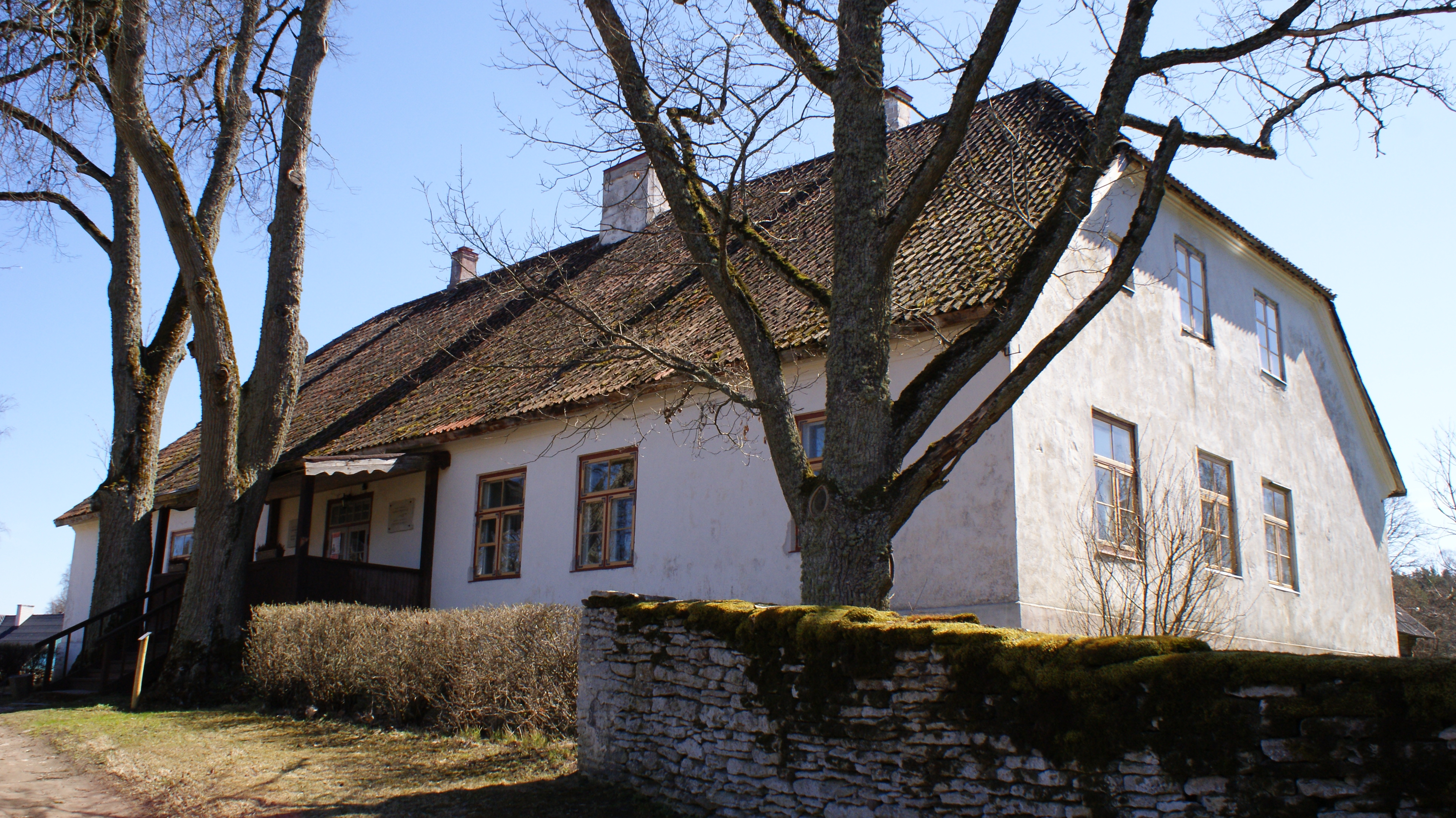
Pastorie
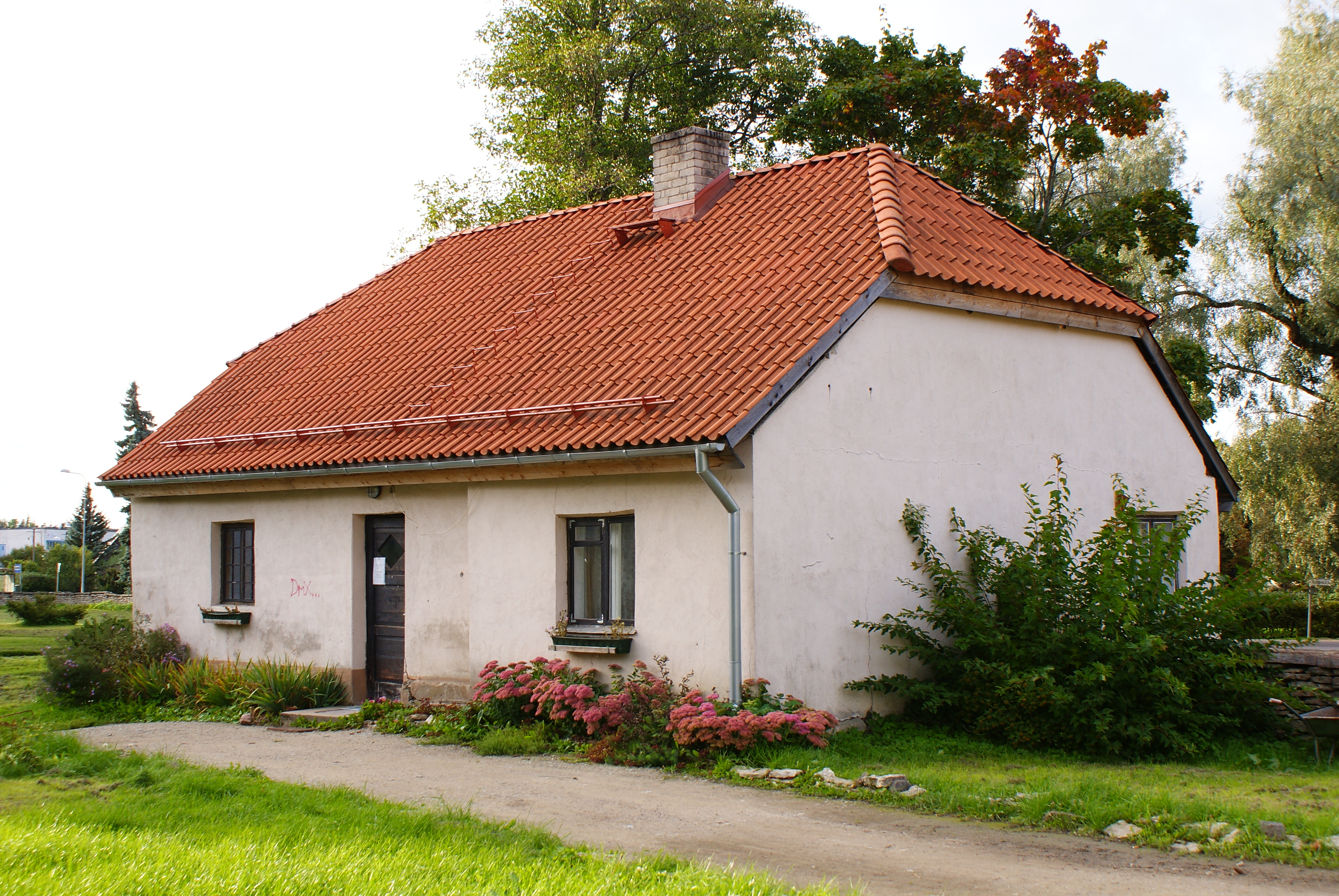
Sauna bij de pastorie
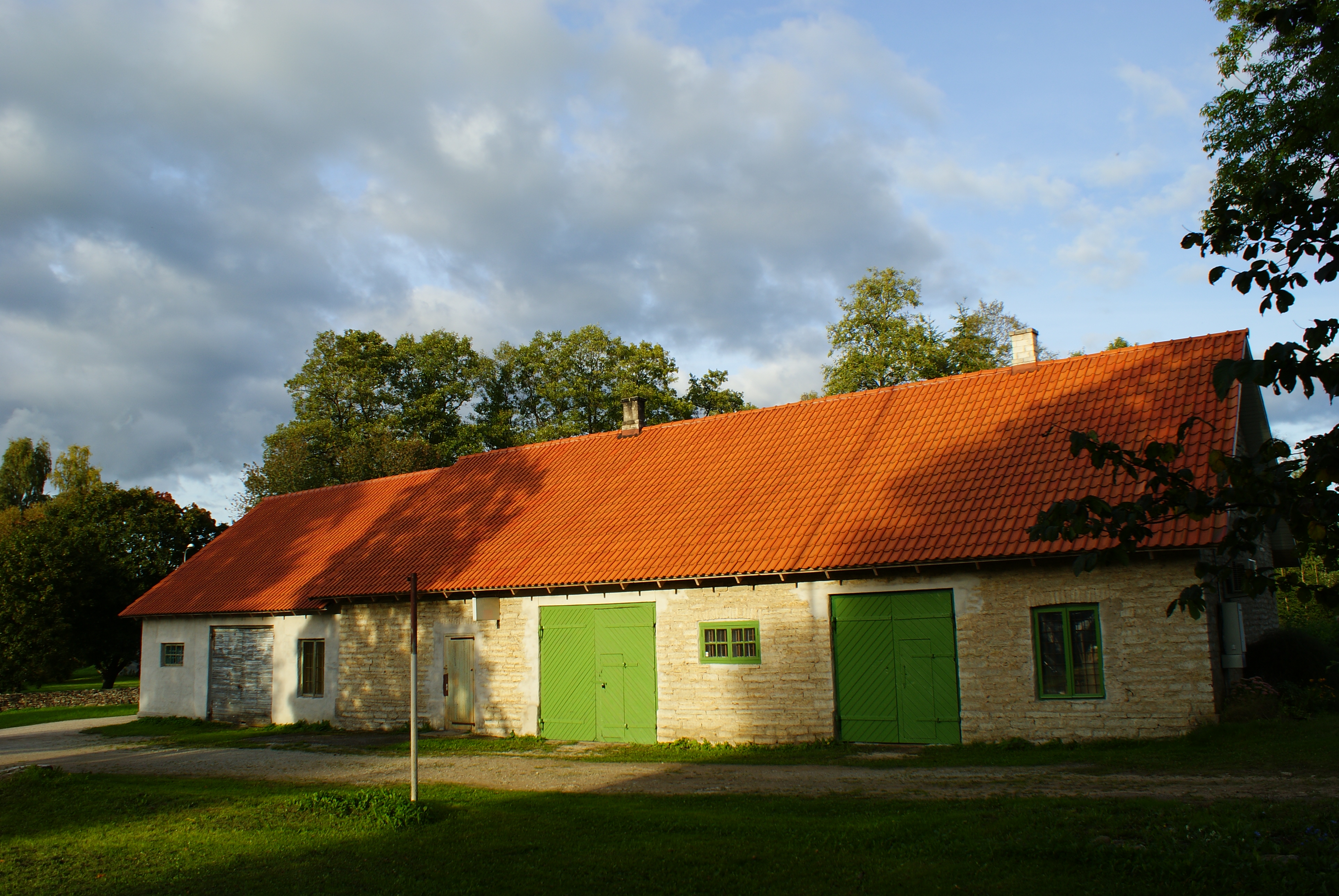
Voormalig koetshuis
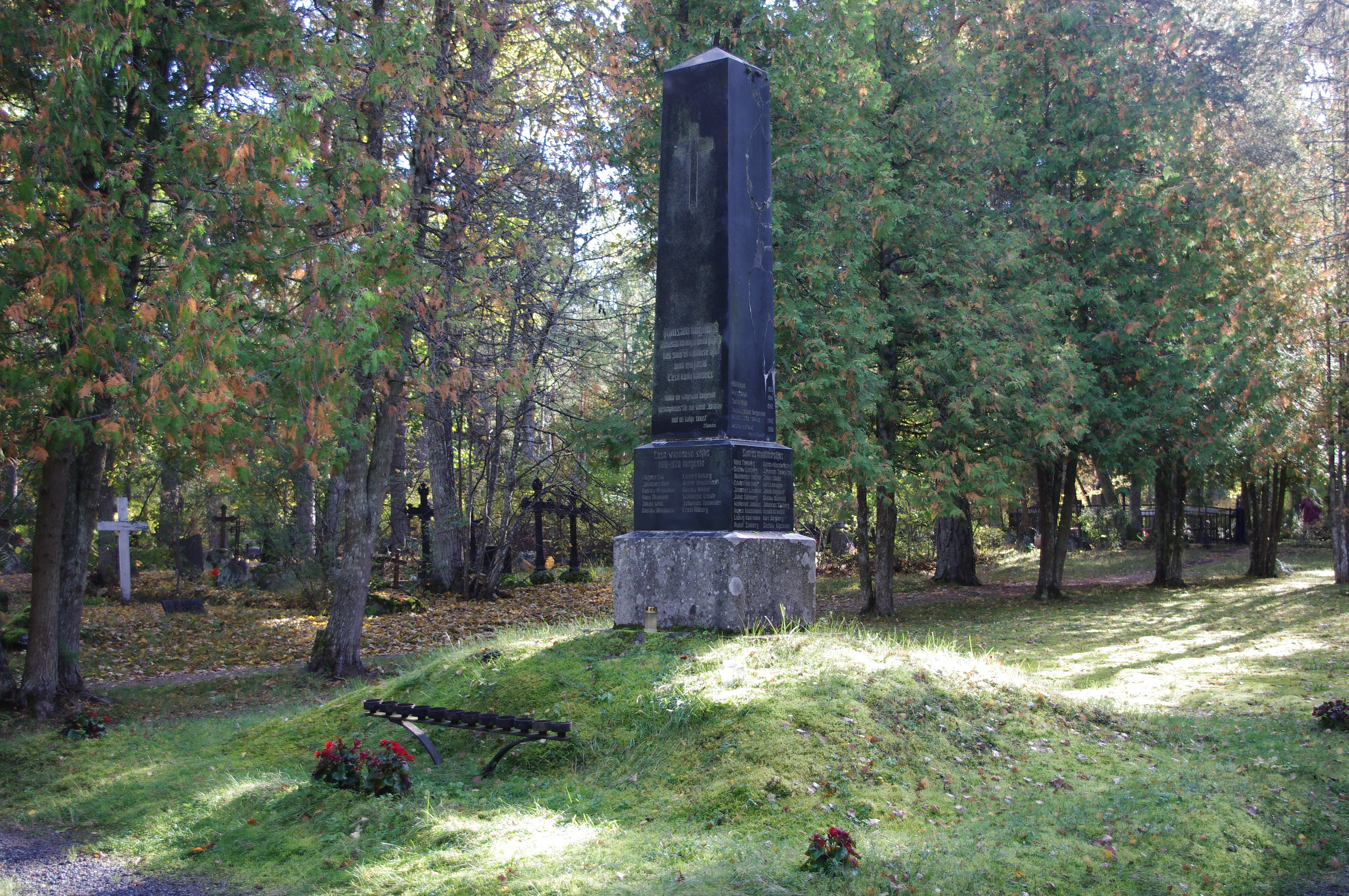
Monument voor de Estische onafhankelijk-heidsoorlog op het kerkhof van Kuusalu